# 武耀廷
武耀廷（1962年7月—），河南西平人，农学博士，研究员，博士生导师，1986年3月加入中共，1986年9月参加工作。曾任海南大学党委书记。

## 简历
1983年毕业于河南农学院农学专业。1986年取得河南农业大学作物遗传育种专业硕士，后留校任教；2001年在职取得南京农业大学作物遗传育种专业博士学位。2001年9月到2003年7月在清华大学博士后研究。
2003年7月后历任中国热带农业科学院、华南热带农业大学发展与改革办公室主任（正处级）、科技处处长，中国热带农业科学院、华南热带农业大学副院（校）长，儋州市委副书记（挂职）。
2007年9月任海南大学副校长；2008年4月任琼州学院院长。
2016年7月任海南大学党委书记，2021年8月卸任。